# Шимоновці
Шимоновці (словац. Šimonovce, угор. Rimasimonyi) — село, громада в окрузі Рімавська Собота, Банськобистрицький край, Словаччина. Кадастрова площа громади — 7,83 км². Населення — 570 осіб (за оцінкою на 31 грудня 2017 р.).

## Історія
Перша згадка 1221 року.
1938—1944 рр під окупацією Угорщини.

## Географія
Знаходиться за ~17 км на південь-південний схід від адмінцентра округу міста Рімавска Собота та за 3 км від кордону з Угорщиною.
Водойма — річка Рімава.

## Населення
| Рік:            | 1994. | 2004.    | 2014.    | 2024.    |
| --------------- | ----- | -------- | -------- | -------- |
| Кількість осіб: | 446   | 497      | 578      | 512      |
| Різниця:        |       | +11,43 % | +16,29 % | -11,41 % |

| Рік:            | 2023. | 2024.   |
| --------------- | ----- | ------- |
| Кількість осіб: | 519   | 512     |
| Різниця:        |       | -1,34 % |